# The Art Show
The Art Show ist ein Kunstwerk von Edward & Nancy Kienholz, das in den Jahren 1973 bis 1977 entstand. Erste Ideen zu einer humorvollen Auseinandersetzung mit der Kunstszene hatte Kienholz bereits 1963. Es handelt sich um ein Environment, das sich seit 1996 im Besitz der Berlinischen Galerie befindet, die Anschaffung des Werkes wurde aus Mitteln der Stiftung DKLB in Berlin finanziert. In dem Kunstwerk stellen die beiden Künstler die Szene einer Vernissage in einer Galerie nach, die sich ironisch mit dem Kunstbetrieb der 1970er Jahre befasst.

## Beschreibung der Objekte
Das Environment stellt auf ironische Weise die Vernissage einer Galerieausstellung im Stil der 1970er Jahre nach. Es besteht aus 19 Figuren, die einzeln oder in Zweier- und Dreiergruppen platziert, das Publikum darstellen. Außerdem 14 Kunstwerke, ausgeführt in der Technik Collagetechnik an den Wänden und Mobiliar zum Sitzen, für Knabberzeug, Getränke und einen Acryltisch, an dem die Galeristin vor einem Bücherregal, ein „kieselgraues“ Wählscheibentelefon neben sich, sitzt. Die Figuren sind bekannten Persönlichkeiten der damaligen Kunstszene nachgebildet, darunter der Künstler Eduardo Paolozzi, Karl Ruhrberg (damaliger Chef des DAAD), Jürgen Harten (Düsseldorfer Kunsthallendirektor), die Opernsängerin Catherine Gayer oder der Kunsthistoriker Pontus Hultén, sowie die drei Kinder von Nancy und Edward Kienholz, die im Gegensatz zu den herumstehenden Erwachsenen, auf dem Boden sitzen und ein unter einer Sitzbank platzierter ausgestopfter Hund. Hergestellt wurden die Körper der lebensgroßen Figuren mittels der Abgusstechnik. Sie tragen die Originalkleidung der damaligen Vorbilder, aber die Künstler verfremdeten die Gesichter der Figuren. Hierzu wurden Schrottteile von Autos verwandt, Lüftungsklappen, aus denen warme Luft strömt. Die Figuren verfügen über einen Knopf, der ein Tonwiedergabegerät einschaltet, das Kommentare zur Kunst, sowie die Hintergrundgeräusche einer Vernissage ertönen lässt. Darunter sind Statements zur damals aktuellen Kunst, die 40 Jahre später beim heutigen Publikum durchaus humorvolle Reaktionen erzeugen und die von der Kuratorin der Berlinischen Galerie, Stefanie Heckmann, in einem Beitrag für das rbb-Kulturradio vom 8. Juni 2018 als Geschwurbel bezeichnet wurden.

## Ausstellung und Rezeption
- 1977 The Art Show, 1963–1977: Edward Kienholz. Berliner Künstlerprogramm des DAAD und Galerie Folker Skulima, Berlin.
- 1. Juni bis 31. August 1977 The Art Show, 1963–1977: Edward Kienholz. Centre Nationale d’Art et de Culture Georges Pompidou, Paris.
- 19. Februar bis 19. März 1978 The Art Show. Akademie der Künste, Berlin.
- 17. November 1984 bis 13. Januar 1985 Edward & Nancy Reddin Kienholz – The Art Show. Rice Museum, Rice University Houston, Texas.[4]
- 5. November bis 20. Dezember 1986 Edward & Nancy Reddin Kienholz – The Art Show. Contemporary Arts Forum Santa Barbara.[5]
- 10. Mai bis 15. Oktober 2018 Edward und Nancy Reddin Kienholz – The Art Show. Berlinische Galerie.

Die amerikanische Kunstkritikerin Suzanne Muchnic schrieb 1986 für die Zeitung Los Angeles Times einen Bericht, der sich kritisch mit den dargestellten Figuren befasst und sie beschreibt: „Trotz ihrer Neigung, ihre Egos an die Kreationen anderer Menschen zu hängen, erkennen diese Schwätzer zumindest die katalytische Kraft der Kunst an. Absurd ist ihr Äußeres, ihre eigenen Out-of-date-Kleider wie Federboas, Schlaghosen, Cordjacken, und das was sie sagen. “The Art Show” ist eine Kasteiung der Kunstkritik, aber wie die besten Werke von Kienholz und Reddin auch ein Ausdruck der Fehlbarkeit. Diese Skulpturen betrachten Kunstwerke, die von ihrer eigenen Entstehung erzählen. An den Wänden hängen Fotos der in Gips gegossenen Modelle, Zeichnungen, Notizen und Fundstücke wie Keksdosen, die als Rahmen verwendet werden, Holzleisten und Eisengitter. Diese Mixed-Media-Objekte sind grau oder vergilbt und sehen aus wie Relikte von einem Dachboden. Aber sie vermitteln eine Eleganz, die hauptsächlich aus einem sicheren Gefühl der Komposition und einer liebevollen Einstellung zu Flohmarktschätzen entsteht.“